# Rudolf Ernest
Rudolf Ernest (* 23. Jänner 1881 in Ostrau; † 16. September 1930 in Klagenfurt) war ein österreichischer Baumeister und Architekt.

## Leben
Rudolf Ernest machte 1901 den Abschluss der Werkmeisterschule an der Staatsgewerbeschule Wien. 1910 erlangte er die Baumeisterkonzession. Von 1911 bis 1920 war Ernest mit Friedrich Thalwitzer in einer Bürogemeinschaft.
Er trat großteils als Baumeister auf. Bei zwei Gebäuden verfasste er auch den Plan.

## Bauten
| Foto |                 | Baujahr | Name                           | Standort                           | Beschreibung | Metadaten                                                                     |
| ---- | --------------- | ------- | ------------------------------ | ---------------------------------- | --- | ----------------------------------------------------------------------------- |
| ja   | Datei hochladen | 1911    | Hotel St.James                 | Waaggasse 15, Wien 4 Standort      | Ursprünglich als Geschäftshaus von Ernest geplant, leicht verändert von Ernest & Thalwitzer als Hotel errichtet, heute Wohnhaus                                                                                     | P84(Architekt):Rudolf Ernest P131(Ort):Wien Region-ISO:AT-9                   |
| ja   | Datei hochladen | 1912    | Miethaus                       | Preßgasse 4, Wien 4 Standort       | Bauherr Ernest & Thalwitzer, Sitz der Firma | P84(Architekt):Rudolf Ernest P131(Ort):Wieden Region-ISO:AT-9                 |
| BW   | Datei hochladen | 1912    | Miethaus                       | Joanelligasse 3, Wien 6 Standort   | Architekt A. Klement mit Baufirma Ernest & Thalwitzer | P84(Architekt):Rudolf Ernest P131(Ort):Wien Region-ISO:AT-9                   |
| ja   | Datei hochladen | 1913    | Miethaus „Bei den zwei Linden“ | Danhausergasse 10, Wien 4 Standort | Architekt Hans Prutscher mit Baufirma Ernest & Thalwitzer | P84(Architekt):Hans Prutscher P131(Ort):Wieden Region-ISO:AT-9                |
| ja   | Datei hochladen | 1913    | Miethaus                       | Storkgasse 7, Wien 5 Standort      | Architekt und Bauherr Hermann Stierlin mit Baufirma Ernest & Thalwitzer | P84(Architekt):Rudolf Ernest, Hermann Stierlin P131(Ort):Wien Region-ISO:AT-9 |
| ja   | Datei hochladen | 1913    | Wohnhäuser Wien 3              | Reisnerstraße 27, Wien 3 Standort  | Architekturbüro Lehrmann & Walter (Karl Lehrmann und Rüdiger Walter) mit Baufirma Ernest & Thalwitzer. Für dieses Gebäude hat Ernest den Preis für hervorragende Bauten im dichtverbauten Stadtteil Wiens bekommen. | P84(Architekt): P131(Ort):                                                    |
| ja   | Datei hochladen | 1913    | Wohnhäuser Wien 3              | Reisnerstraße 29, Wien 3 Standort  | Architekturbüro Lehrmann & Walter mit Baufirma Ernest & Thalwitzer. Für dieses Gebäude hat Ernest den Preis für hervorragende Bauten im dichtverbauten Stadtteil Wiens bekommen.                                    | P84(Architekt): P131(Ort):                                                    |